# CV90
A CV90 (Combat Vehicle 90 vagy svédül: Stridsfordon 90, Strf90) egy gyalogsági harcjármű, amelyet a svéd Hägglunds AB fejlesztett ki a Bofors AB-vel közösen. Mindkét cég ma már BAE Systems konszern része. A harcjármű személyzete 3 fő, további 7-8 katonát képes szállítani és azok harcát támogatni. A CV90 páncélzata 200 méterről körkörösen ellenáll a 14,5×114 mm páncéltörő lövedéknek, szemből pedig 30 mm-es lövedékek ellen is védett a korai modelleket leszámítva. Moduláris páncélelemekkel a jármű védelme tovább fokozható. A főfegyverzet tekintetében is széles a választék: az eredetileg tervezett és a svéd haderő által alkalmazott 40 milliméteres Bofors L/70 löveg mellett 30, 35 vagy akár 50 milliméteres Bushmaster gépágyúval is rendelhető a típus. Integrált irányított páncéltörő rakéta (Spike) csak a legújabb Mk.IV-es változaton jelent meg először. Az 1990-es években eredetileg a svéd haderő igényei szerint kifejlesztett CV90-es igazi piaci siker lett: számos változatát 7 ország hadereje rendszeresítette, gyártási darabszáma meghaladja az 1280-at.

## Változatok

#### Svéd változatok
Stridsfordon (Strf) 9040 (SB1A3): Az eredeti modell nyolc katonát szállít, és egy 40 mm-es Bofors gépágyúval van felszerelve. 1997 novemberétől a fegyver giroszkópos stabilizálást kapott. A verziókat a frissítéstől függően A, B vagy C betűkkel jelöljük. A-tól kezdve mindegyik szolgálatban marad.
- Strf 9040: Eredeti szériaváltozat lövegstabilizátor és Lyran gránátvető nélkül. A gyártás során fokozatos fejlesztések történtek; mindegyik Strf 9040-es az Strf9040A szabványra lett modernizálva.
- Strf 9040A: Az Strf 9040 továbbfejlesztve kiterjedt alvázmódosításokkal és lövegstabilizátorral. Több tárhely és jobb vészkijáratok vannak benne, a csapattérben pedig hétre csökkent az ülések száma.
- Strf 9040B: 9040A modernizációjaként született: a fegyverzet továbbfejlesztésével (új tűzvezérlő szoftver, elektromos elsütőszerkezet, teljesen stabilizált löveg belső stabilizátorral és tartalék irányzék videokamerával az irányzó számára), továbbfejlesztett felfüggesztést kapott a nagyobb pontosság és a legénység mozgás közbeni kényelme érdekében, új műszerek és új biztonsági övek lettek beépítve.
- Strf 9040B1: Strf9040B nemzetközi békefenntartó missziókhoz módosítva. 3P lőszerprogramozóval, klímaberendezéssel és repeszfogó betéttel rendelkezik.
- Strf 9040C: Továbbfejlesztett változat, kifejezetten a nemzetközi műveletekhez. Mindet "tud", amit a 9040B1, de további körkörösen megerősítették páncélzatát, lézerszűrést minden periszkóp és trópusi hővel is megbirkózó légkondicionálót kapott. A módosítások okozta tömegnövekedés miatt csak hat katonát szállíthat.
- CV9040 AAV más néven: Luftvärnskanonvagn (lvkv) 9040: Légvédelmi harcjármű, a Thomson CSF Harfang (jelenleg Thales Group) PS-95 radarjával és egy meredek szögtartományban emelhető 40 mm-es, programozható lőszer használatára alkalmas gépágyúval van felszerelve. A jármű az ún. LuLIS svéd nemzeti légvédelmi hálózathoz kapcsolódik: kívülről is fogadhat célinformációkat. Hármat frissítettek C-szabványra. Van egy Lvkv 90-TD névre keresztelt prototípus is, amely infravörös videókamerát használ célzásra és egy teljesen stabilizált fegyverrel van felszerelve a menet közbeni tüzeléshez.
- Granatkastarpansarbandvagn (Grkpbv) 90: (Lánctalpas páncélozott önjáró aknavető), amely Mjölner néven is ismert és két 120 mm-es aknavetőt hordoz. A projekthez a 40 darab CV90-est már 2003-ban megvásárolták, és eredetileg a Patria vállalat Advanced Mortar System rendszerével készültek volna. Gazdasági okokból ezt végül elvetették és projektet felfüggesztették, amíg a BAE Systems AB 2016 decemberében szerződést nem kapott a 40 darab CV90-es Mjölner 120 mm-es aknavető felszerelésére a gépesített zászlóaljak közvetett tűzképességének növelése érdekében. Az első egységek átadása 2019 januárjában történt és 2020-ra mind a 40 jármű leszállításra kerül.
- Stridsledningspansarbandvagn (Stripbv) 90 ("Elöljáró parancsnoki jármű"): A zászlóalj és a dandár parancsnoka használja vezetésre és irányításra. Kettőt modernizáltak C-szabványra, de 2011-től kivonták őket a hadrendből.
- Eldledningspansarbandvagn (Epbv) 90 ("előre tolt megfigyelő jármű"): A tüzérségi és aknavetős tűz irányításához egy fejlettebb infravörös érzékelőt szereltek fel; nyolc C-szabványra lett modernizálva.
- Bärgningsbandvagn (Bgbv) 90, ("páncélozott műszaki mentőjármű"): Két 9 tonnás csörlő 72 tonnás maximális teherbírást biztosít csigákon keresztül. Hármat modernizáltak C-szabványra, és legalább egyet Afganisztánban is használtak.

A parancsnoki, előrelátó és páncélozott mentőjárművek csak géppuskával vannak felfegyverkezve.

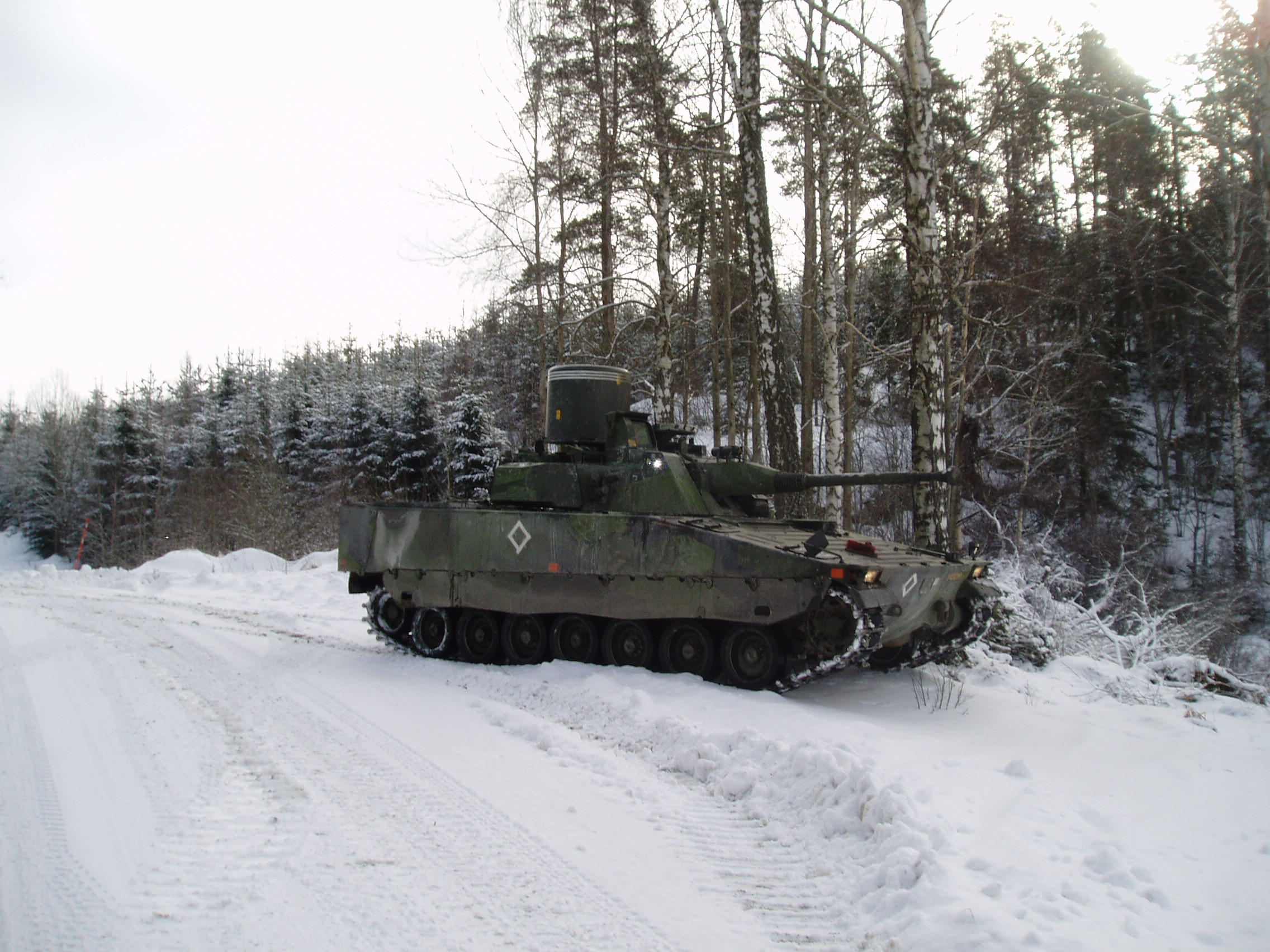
Légvédelmi változat radarral
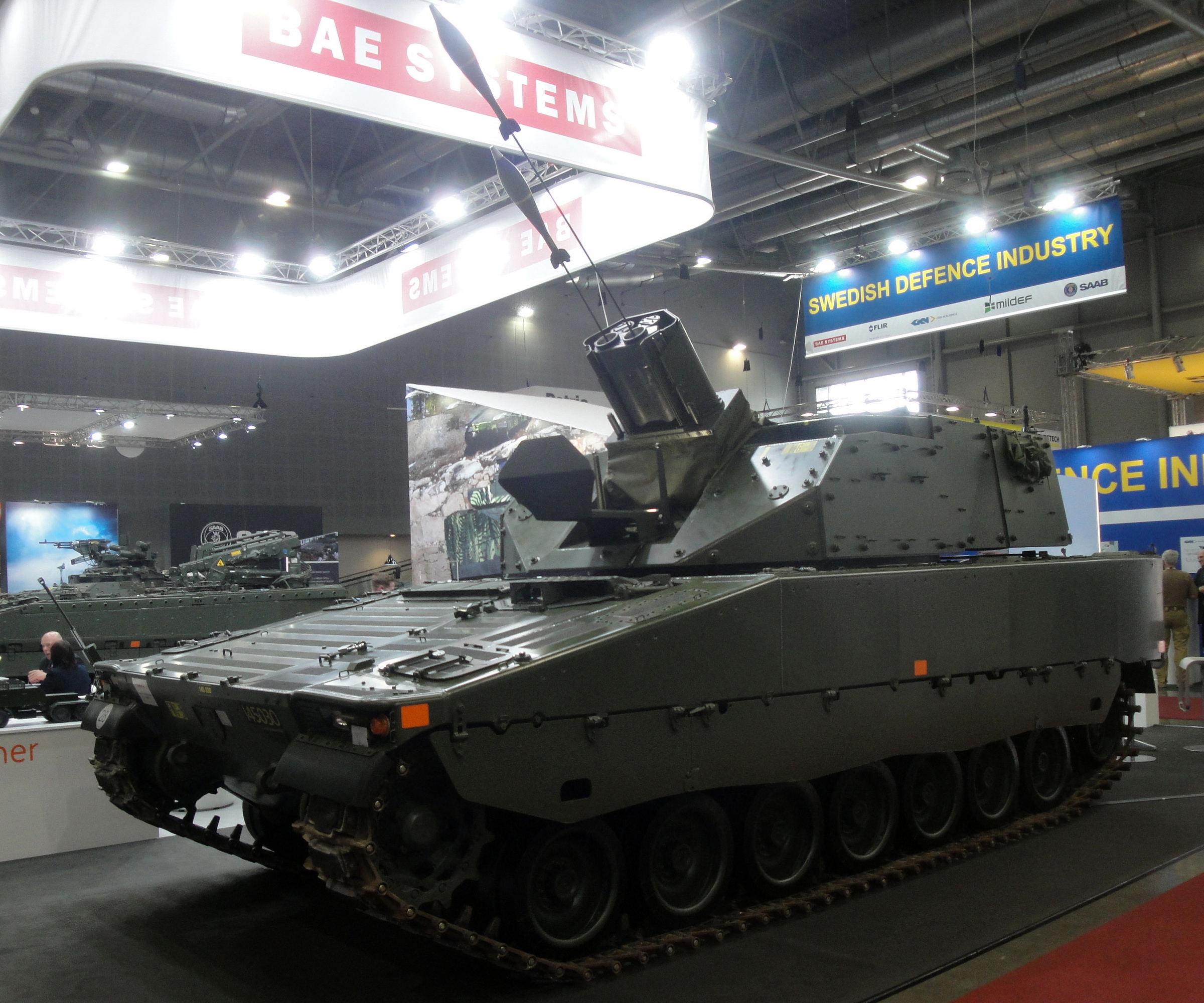
Mjölner aknavetővel felszerelt változat egy kiállításon

#### Export változatok
- CV9030 Export változat 30 mm-es Bushmaster II gépágyúval. Norvégia, Svájc és Finnország rendszeresítette. A BAE Systems Hägglunds-on belül a norvég CV9030N eredeti változata CV90 MK I néven ismert. A finn CV9030FIN és a svájci CV9030CH járművek CV90 MK II néven ismertek. A CV90 MK II CV9030 COM – Command & Control Vehicle néven is elérhető. A Norvégia számára nemrégiben továbbfejlesztett CV9030N gyalogsági harci, vezetési és irányítási és felderítő járművek CV90 MkIIIb néven ismertek, és ez a jelenleg szolgálatban lévő legfejlettebb változat.
- CV9035 Bushmaster III 35/50 ágyúval felfegyverkezve. Hollandia CV9035NL néven, Dánia pedig CV9035DK néven állította rendszerbe. A CV9035 BAE Systems Hägglunds cégen belül a CV90 MK III néven ismert.
- CV90105 Könnyű harckocsi 105 mm-es harckocsiágyúval. A Hägglunds (BAE Systems) és GIAT (Nexter) közös terméke. Egy újabb verzió a Cockerill XC-8 tornyot tartalmazza.
- CV90120-T Könnyű harckocsi tanktoronnyal, sima csövű 120 mm-es ágyúval. A svájci RUAG 120 mm-es kompakt harckocsi ágyú került beépítésre
- CV90 CZ A Cseh Köztársaságban forgalmazott VOP CZ vállalattal együttműködésben tervezett exportváltozat, "emberes" toronnyal, amellyel a cseh hadsereg megrendelését igyekeznek elnyerni.
- CV90 CZr A VOP CZ vállalattal együttműködésben tervezett exportváltozat: Kongsberg MCT-30 ember nélküli, távirányítású toronnyal, kissé magasított páncéltesttel és periszkóprendszerrel.
- CV90 Armadillo ("tatú") Moduláris CV90 Mk III alvázra épített páncélozott személyszállító változat (APC/PSZH). A CV90 Armadillo átalakítható személyszállítóvá, sebesült szállító járművé, parancsnoki és irányító központtá, műszaki mentőjárművé és sok más torony nélküli változattá. Mindez alacsony költségek mellett valósítható meg, mivel a változatok közötti akár 80%-os azonosság is lehet. Jelenleg csak az APC-verzió készült, ötöt Dániába szállítottak csapatpróbákra.
- CV90RWS STING CV90 Mk I alvázra épített műszaki, aknamentesítő változat. Ez a jármű akár aknaekével, akár aknagörgővel is felszerelhető, emellett robotkarral is rendelkezik. 28-at a norvég hadsereg rendelt el.
- CV90RWS Multi BK CV90 Mk I alvázra épített aknavetős változat. Ez a jármű VingPos aknavető-fegyverrendszerrel van felszerelve, amely 81 mm-es L16A2 aknavetőre épül. 24 darabot rendelt el a norvég hadsereg.
- CV90 Mk IV A BAE által kifejlesztett továbbfejlesztett legmodernebb változat 2018 januárjában került bemutatásra. Első körben a cseh haderő harcjárműtenderét célozták meg vele, de meglévő ügyfelek számára is egy modernizációs lehetőséget kínál. A jellemzők közé tartozik az akár 1000 lóerős Scania motor, a Perkins X300 sebességváltó és a 2 tonnával megnövelt hasznos terhelés. A rendszer tartalmazza a BAE iFighting számítógépes rendszerét is, amely állítása szerint javítja a helyzetfelismerést, segíti a döntéshozatalt, javítja az ergonómiát, és lehetővé teszi az autonóm támogatást és a távoli működtetést.
- CV9035NL MLU 2021. január 13-án a Holland Fegyveres Erők Védelmi Anyagellátásért felelős Szervezete (DMO) szerződést írt alá a BAE Systems Hägglunds-szal a Holland Királyi Hadsereg 128 CV90-esének korszerűsítéséről, 19 további járműre opcióval. Az MLU projekt számos modernizációs elemet és fejlesztést tartalmaz. A tornyot teljesen újratervezték, és új főfegyverzet kerül beépítésre, póznára szerelt 500 mm-es kihúzható elektro-optikai érzékelővel, az Elbit Systems Iron Fist LD (Light Decoupled) aktív védelmi rendszerével, valamint egy külső FN MAG általános célú géppuskával és egy ikerrakétaindító is beépítésre kerül majd Spike LR2 páncéltörő irányított rakéták számára. Ezenkívül a CV90-eseket kompozit-gumi lánctalppal, továbbfejlesztett hűtéssel, különféle kiberbiztonsági fejlesztésekkel, valamint frissített irányítási és kommunikációs irányítási infrastruktúrával látják el. Az új tornyok építését a holland Van Halteren Defence vállalat fogja végezni.

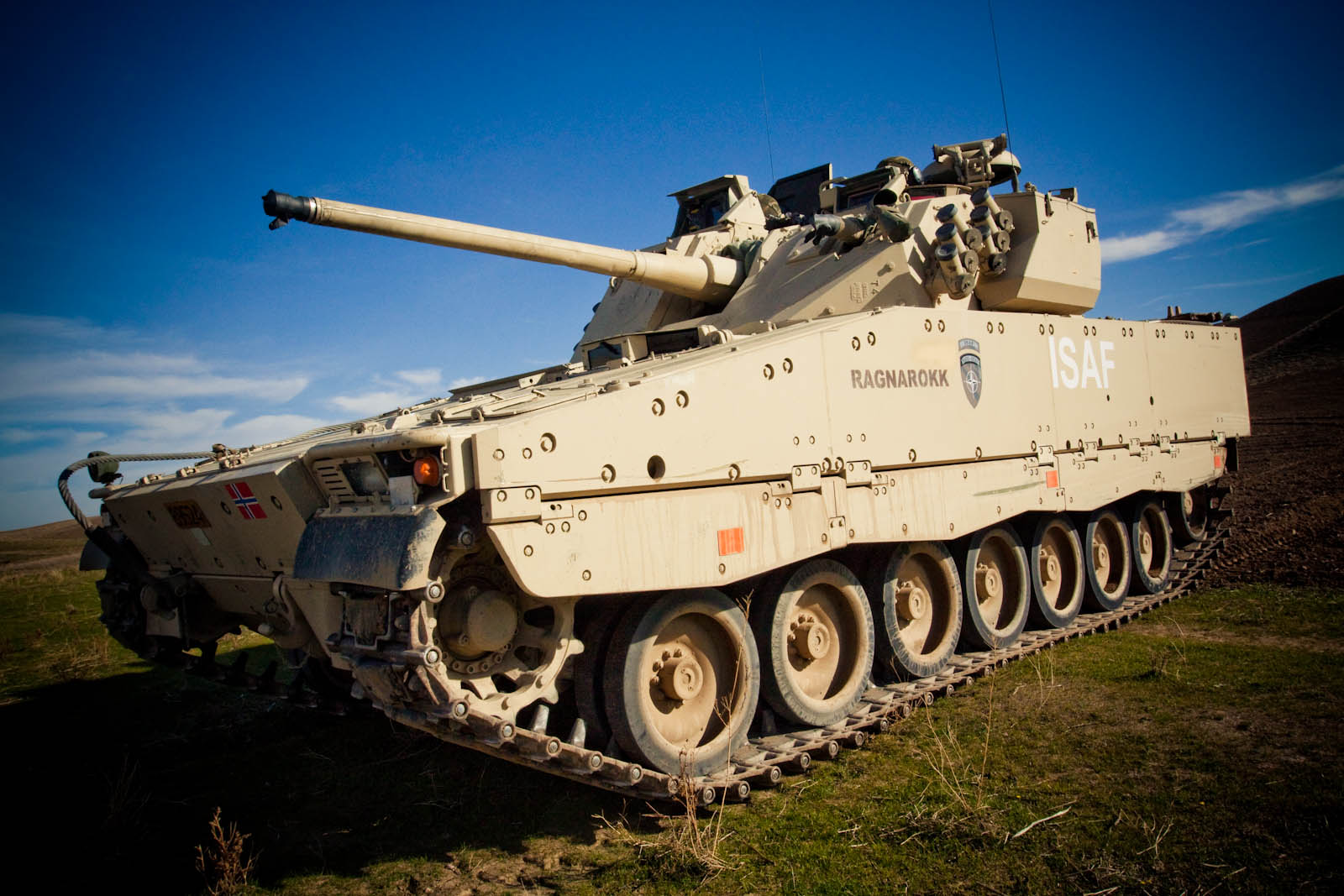
Norvég CV9030 Afganisztánban
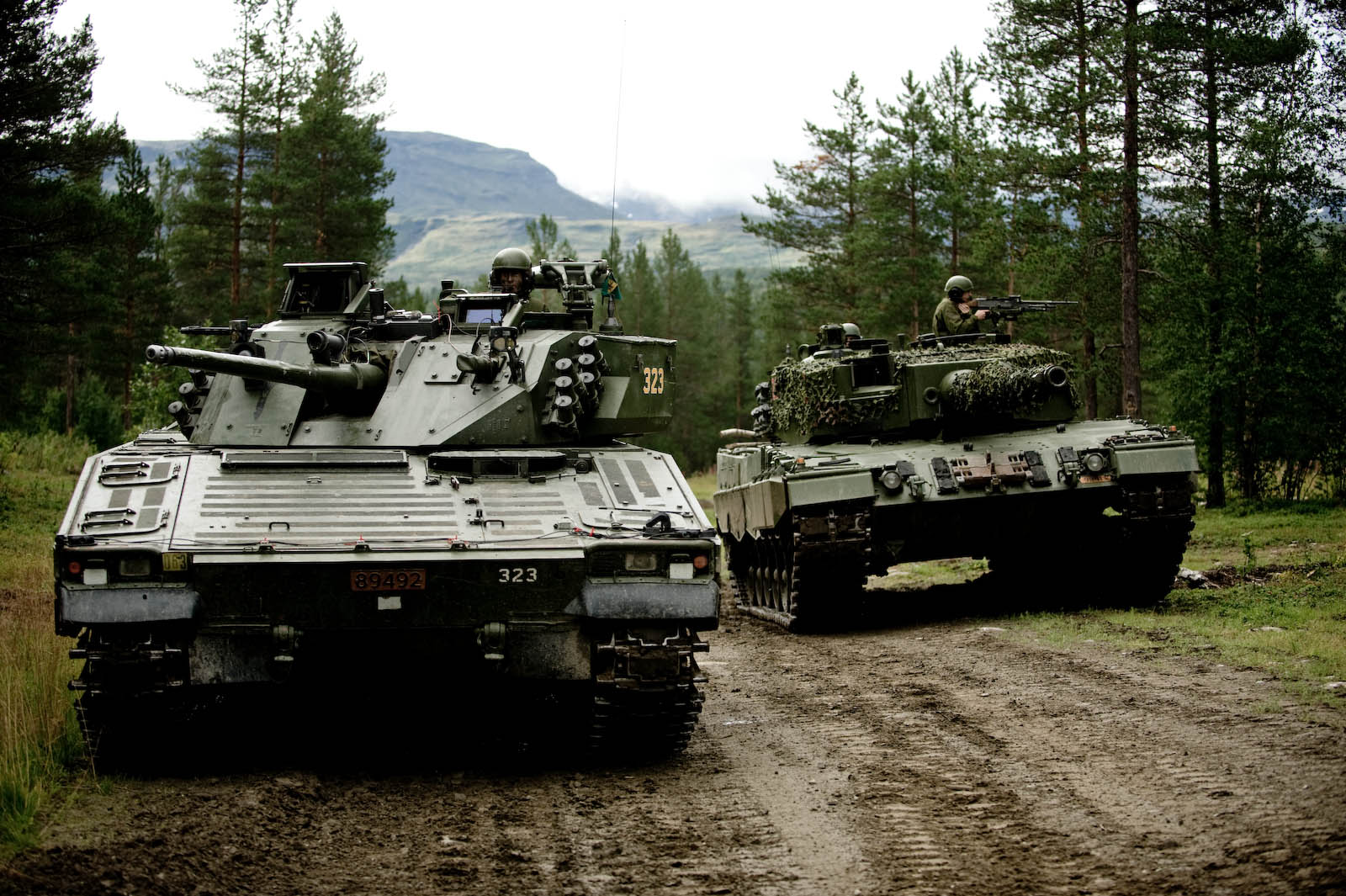
Norvég CV9030 Leopard 2 mellett
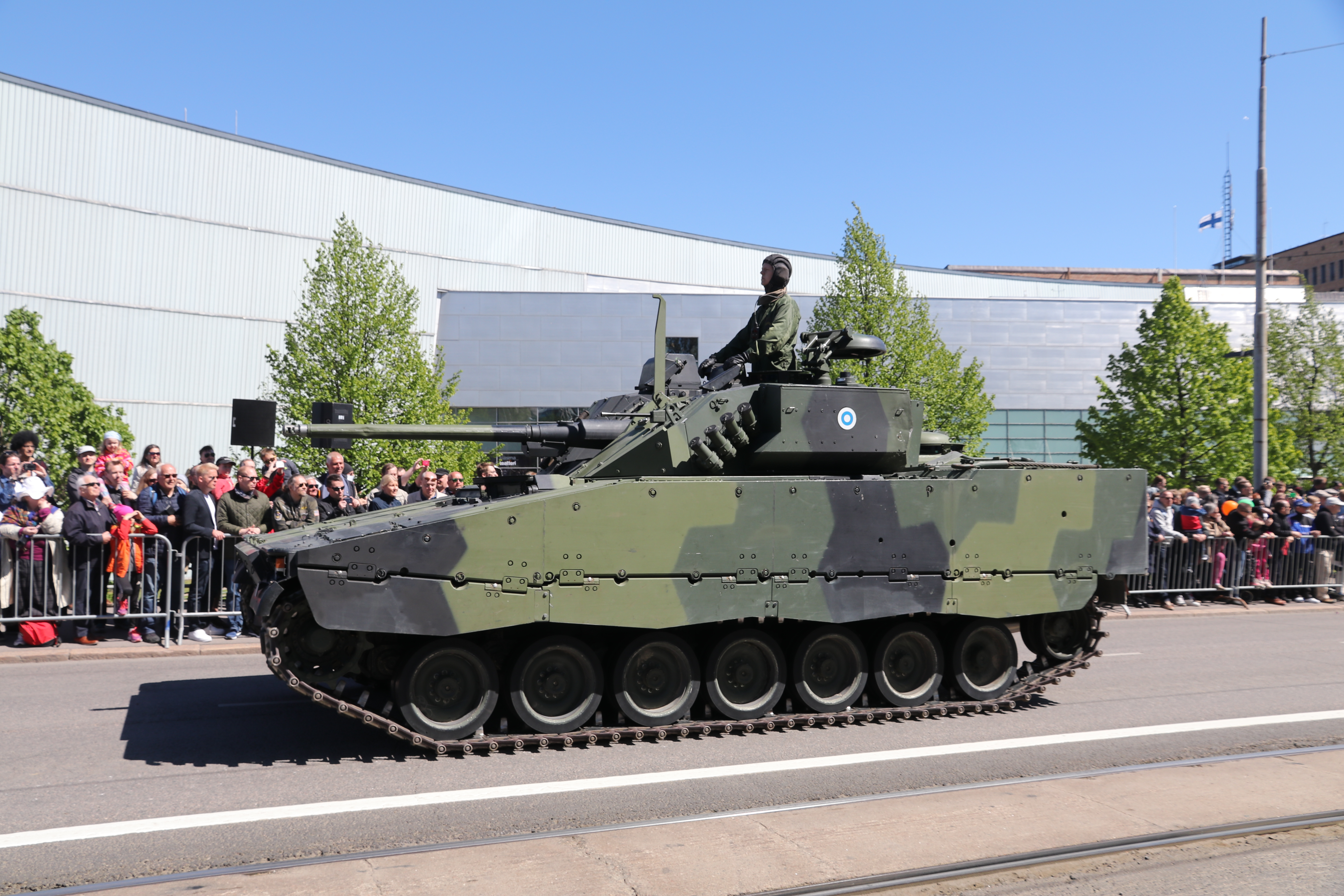
Finn CV9030
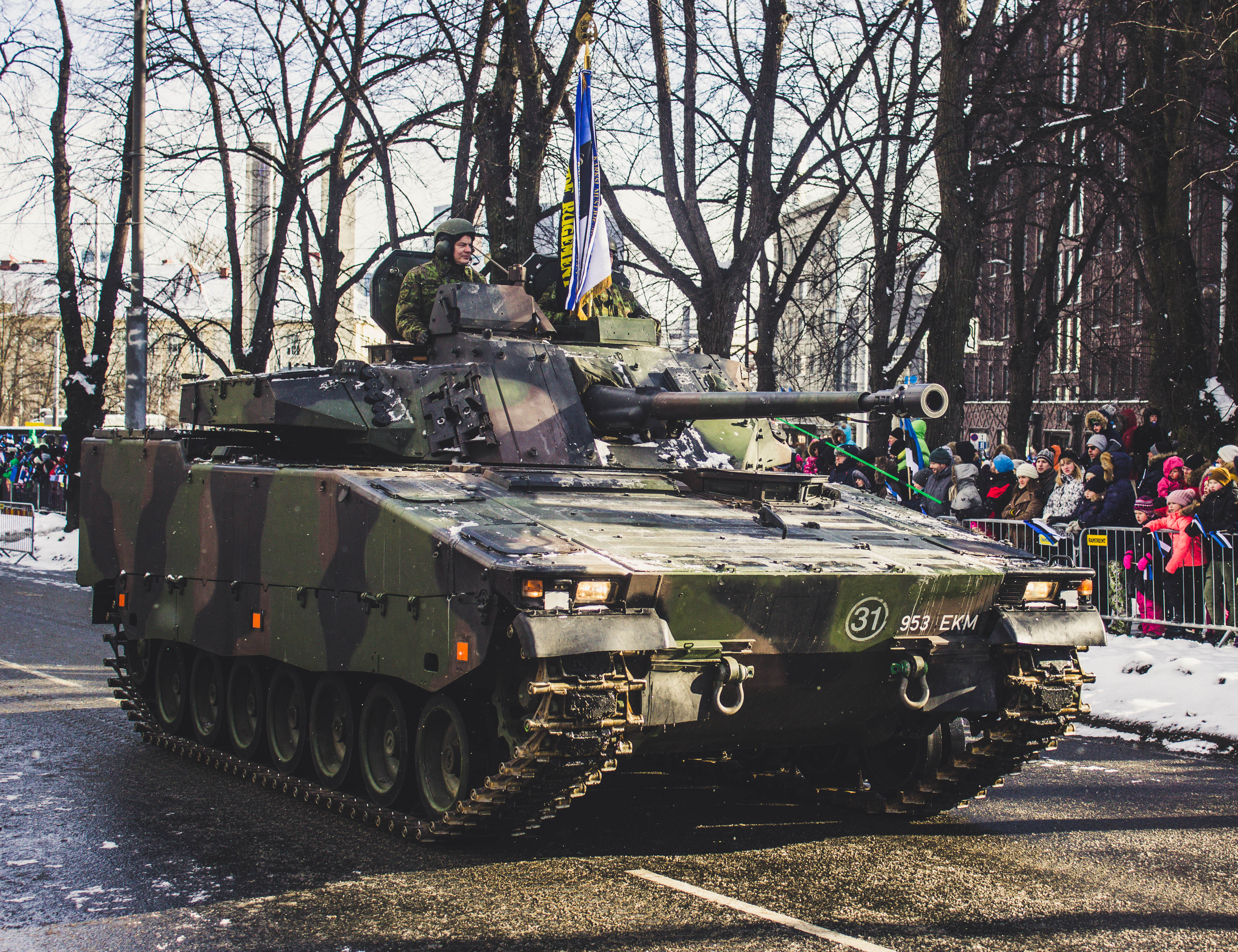
Észt CV9035
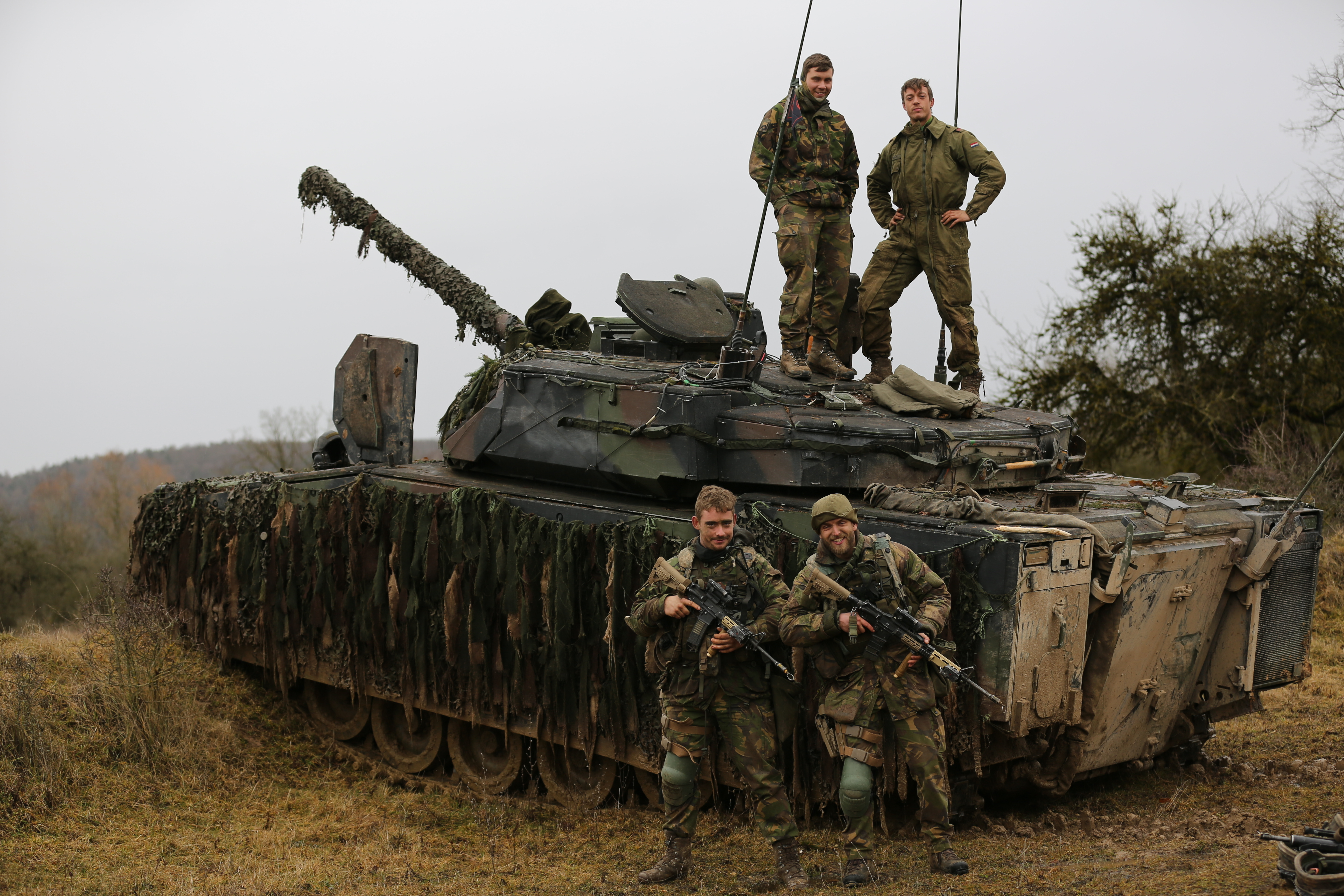
Holland CV9035 egy gyakorlaton
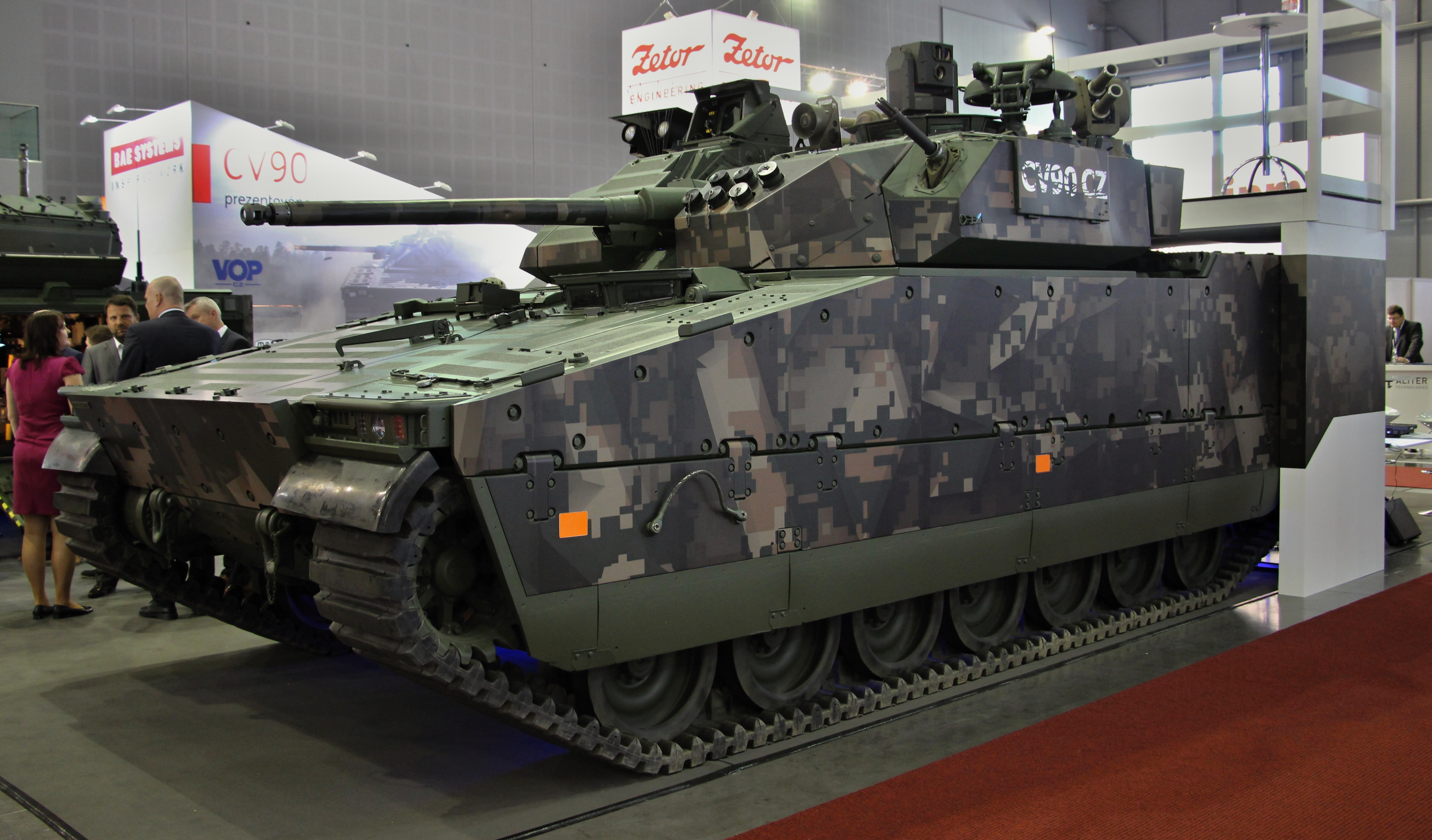
CV90CZ "emberes" toronnyal és kompozit-gumi lánctalppal
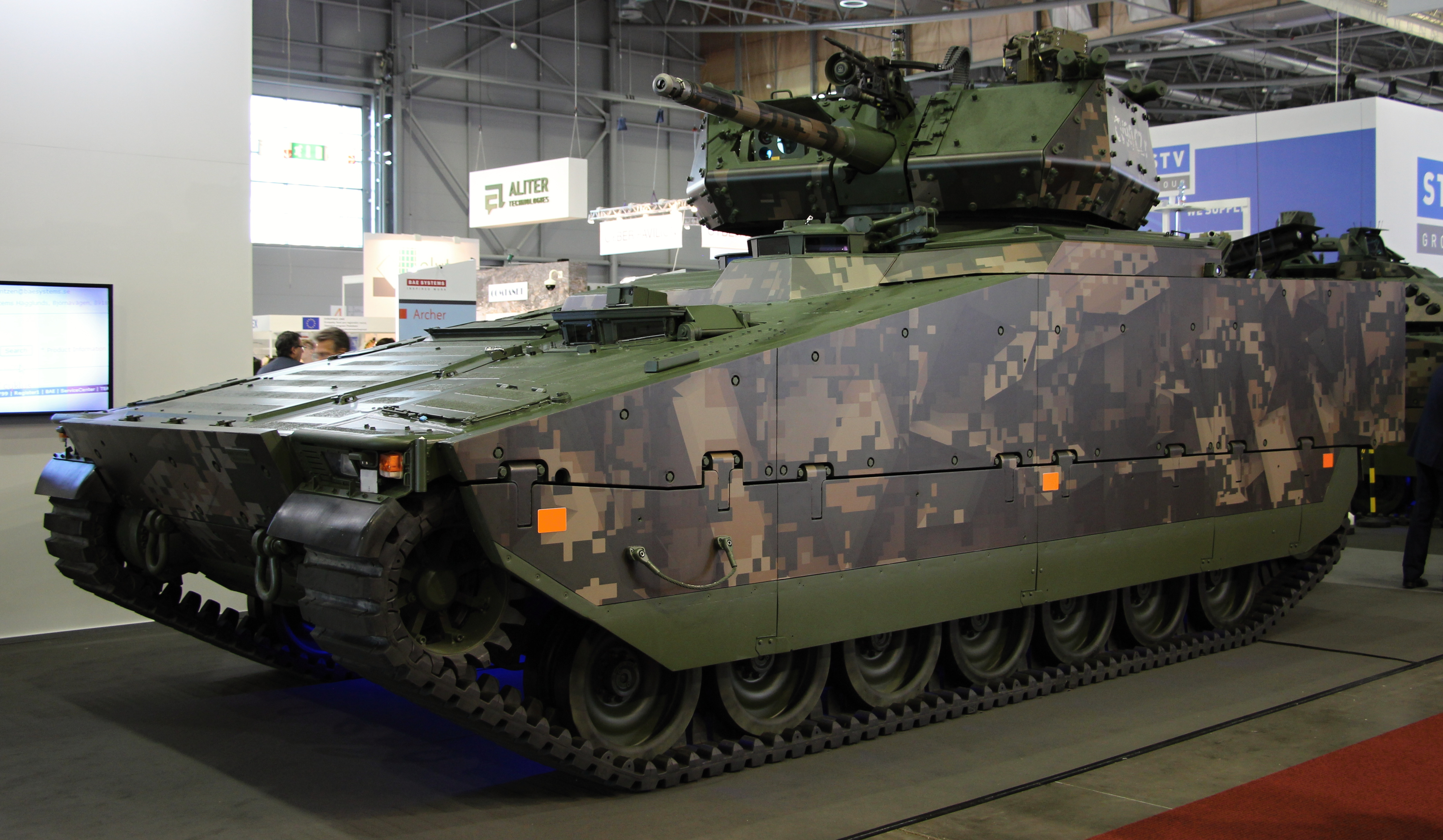
Magasított CV90CZr távirányított toronnyal